# Distrito de Harz
El distrito de Harz es uno de los once distritos que conforman el estado alemán de Sajonia-Anhalt. Limita al norte con el estado de Baja Sajonia y el Distrito de Börde, al este con la ciudad de Dessau y el Distrito de Salzland, al sur con el Distrito de Mansfeld-Südharz y el estado de Turingia, y al oeste de nuevo con el estado de Baja Sajonia. Su capital es la ciudad de Halberstadt.

## Historia
El distrito fue establecido tras la reforma territorial del año 2007 a partir de la fusión de los antiguos distritos de Halberstadt, Wernigerode, Quedlinburg y la ciudad de Falkenstein.

## Ciudades y municipios
- Ballenstedt
- Blankenburg am Harz
- Falkenstein
- Halberstadt
- Harzgerode
- Ilsenburg
- Oberharz am Brocken
- Osterwieck
- Quedlinburg
- Thale
- Wernigerode
- Huy
- Nordharz
- Ditfurt
- Groß Quenstedt
- Harsleben
- Hedersleben
- Schwanebeck
- Selke-Aue
- Wegeleben